# Galin Stoev
 (janvier 2017).
Si vous disposez d'ouvrages ou d'articles de référence ou si vous connaissez des sites web de qualité traitant du thème abordé ici, merci de compléter l'article en donnant les références utiles à sa vérifiabilité et en les liant à la section « Notes et références ».
Pour les articles homonymes, voir Stoev.
Galin Stoev, né en 1969 à Varna en Bulgarie est un metteur en scène bulgare de théâtre travaillant principalement à Bruxelles.

## Biographie
Galin Stoev étudie à l'Académie nationale des arts de Sofia puis débute en 1991 sa carrière de comédie et de metteur en scène. Il est en résidence au Royal National Theatre de Londres, au Yorkshire Playhouse de Leeds, à l'Académie internationale de théâtre de Bochum. En 2005, il crée sa compagnie, Fingerprint, basée à Bruxelles, tout en étant artiste associé au Théâtre de Liège ainsi qu’à La Colline – Théâtre national (Paris). Il est depuis 2018 à la direction du Théâtre de la Cité à Toulouse. 

## Principales mises en scène
- 2002 : Les Rêves d'Ivan Vyrypaïev
- 2004 : Oxygène d'Ivan Vyrypaïev
- 2006 : Genèse no 2 d'Ivan Vyrypaïev, créé au Festival d'Avignon
- 2007 : La Festa de Spiro Scimone à la Comédie-Française
- 2008 : Douce vengeance et autres sketches de Hanokh Levin à la Comédie-Française
- 2008 : L'Illusion comique de Pierre Corneille à la Comédie-Française
- 2009 : Rose Is a Rose Is a Rose de Yana Borissova
- 2010 : La vie est un songe de Pedro Calderón de la Barca création au Théâtre de la Place de Liège
- 2011 : Le Jeu de l'amour et du hasard de Marivaux à la Comédie-Française
- 2011 : Danse Delhi d'Ivan Vyrypaïev au Théâtre de la Place de Liège et au Théâtre national de la Colline à Paris
- 2012 : Le Triomphe de l'amour de Marivaux au Théâtre des Nations de Moscou
- 2014 : Liliom de Ferenc Molnár au théâtre national de la Colline et au Théâtre de Liège
- 2014 : Tartuffe de Molière à la Comédie-Française
- 2015 : Les Noces de Figaro de Mozart
- 2016 : Les Gens d'Oz de Yana Borissova
- 2018 : Danse « Delhi » au TNT
- 2018 : Insoutenables longues étreintes d'Ivan Vyrypaïev au ThéâtredelaCité
- 2019 : La Double Inconstance de Marivaux